# Дерюгин, Александр Николаевич
Алекса́ндр Никола́евич Дерю́гин (род. 18 января 1932, Онега, Архангельская область, СССР) — советский химик и волейболист. Руководитель конструкторской лаборатории технологического отделения Физико-энергетического института, доктор технических наук. Чемпион СССР по волейболу в составе сборной Свердловска. Член молодёжной сборной СССР по волейболу (1952). В сборной Уральского политехнического института и в сборной Свердловска играл в паре с будущим первым президентом России Борисом Ельциным.

## Биография
Александр Дерюгин родился 18 января 1932 года в городе Онеге Архангельской области.
В 1949—1954 годах учился на химическом факультете Уральского политехнического института (УПИ). Во время учёбы выступал за сборную УПИ по волейболу и сборную Свердловска, в составе которой стал чемпионом СССР. В 1952 году вошёл в состав молодёжной сборной СССР по волейболу.
В сборной УПИ и Свердловска играл в паре с будущим первым президентом России Борисом Ельциным, который впоследствии тепло отзывался о Дерюгине и заочно, через Владимира Лепендина, поздравил его с защитой докторской диссертации.
Сразу после окончания Уральского политехнического института в 1954 году был распределён в Лабораторию «В» (позже — Физико-энергетический институт), где в течение многих лет возглавлял конструкторскую лабораторию технологического отделения.
В 1974 году защитил диссертацию на соискание степени кандидата технических наук, в 1989 году — на соискание степени доктора технических наук.
Приехав в Обнинск в 1954 году, хотел закончить свою волейбольную карьеру, но в первый же день заселения в общежитие увидел плакат-поздравление сборной Обнинска с победой на первенстве Калужской области и решил войти в команду. Играл «угловым» нападающим в «золотом» составе сборной, который с 1954 по 1970 год возглавлял Борис Габрианович. Также играл за сборную Калужской области. В начале 1960-х годов тренировал женскую сборную Обнинска по волейболу. Имел связанные с конституционным типом телосложения прозвища Стропа и Засушенный Геракл.
В 1990-х годах, в период конверсии бывшей советской промышленности, разработал и внедрил в составе группы специалистов автоматизированную творожную линию на Коломенском молочном заводе.